# Rhaphium commune
Rhaphium commune är en tvåvingeart som först beskrevs av Johann Wilhelm Meigen 1824.  Rhaphium commune ingår i släktet Rhaphium och familjen styltflugor. Arten är reproducerande i Sverige. Inga underarter finns listade i Catalogue of Life.